# Айфел
Вижте пояснителната страница за други значения на Айфел.
Айфел (на немски: Eifel) е малък планински платовиден масив в Германия (провинции Северен Рейн-Вестфалия и Рейнланд-Пфалц) и частично в Източна Белгия, попадащ в западната част на Рейнските шистови планини. Разположен е западно от река Рейн и северозападно от левия ѝ приток Мозел.
Дължината му от североизток на югозапад е около 90 km. Максимална височина връх Хое Ахт 747 m, издигащ се в североизточната му част. Изграден е предимно от шисти, препокрити на места от базалти и туфи. Релефът е платовиден с отделни издигащи се купули на древни вулкани, маари и други вулканични форми. От него на юг водят началото си няколко леви притока на Мозел – Ур, Кил, Залм, Лизер, Алфбах, Ис, Елц, няколко леви притока на Рейн - Ар, Ерфт и др. и река Рур, десен приток на Маас. В масива са разположени многочислени малки езера. Големи пространства са заети от торфища, а на северозапад има иглолистни и смесени гори. По южните му склонове се отглеждат лозя. На територията на масива са обособени два природни парка Зюдайфел и Нордайфел.

## Забележителности
- В Айфел се намира една от най-известните писти за провеждане на състезания от Формула 1 Нюрбургринг.
- Интересна археологическа забележителност за региона е древният акведукт – един от най-дългите акведукти в Римската империя. Дължината му е почти 100 km. Изграден е, за да доставя вода на град Кьолн.[3]